# Renzo Rossellini (compositeur)
Pour les articles homonymes, voir Renzo Rossellini.
Renzo Rossellini (né le 2 février 1908 à Rome et mort le 19 mai 1982  à Monte-Carlo, dans la principauté de Monaco) est un compositeur italien.

## Famille
Frère du réalisateur Roberto Rossellini, Renzo Rossellini est le père de Franco Rossellini (1935-1982), producteur, acteur et réalisateur, et l'oncle de Renzo Rossellini (1941-), producteur de cinéma (fils de Roberto).

## Œuvres
Renzo Rossellini a œuvré dans deux domaines, la musique classique et le cinéma.

### Musique classique
À l'Académie Sainte-Cécile de Rome (dont il deviendra membre en 1956), il suit les classes de composition avec Giacinto Sallustio et de direction d'orchestre avec Bernardino Molinari. Durant sa carrière, il sera successivement directeur du lycée musical (it) de Varèse, professeur de composition et directeur-adjoint du conservatoire de Pesaro, et enfin de 1972 à 1977, directeur artistique de l'opéra de Monte-Carlo.
En outre, il a été critique musical pour le quotidien Il Messaggero (Le Messager) de Rome.
Parmi ses compositions classiques, mentionnons ce qui suit :

#### Musique de chambre
- 1928 : La Fontana malata (La Fontaine malade), pour violon et piano ;
- 1954 : Trio avec piano.

#### Œuvres pourorchestre
- 1932 : Hoggar ;
- 1933 : Preludio all'Aminta del Tasso, (Prélude à l'Aminta du Tasse) ;
- 1934 (création à San Remo) : La Danza di Dassine (La Danse de Dassine), musique de ballet ;
- 1938 : Terra di Lombardia (Terre de Lombardie) ;
- 1946 : Pagine romane (Pages romaines), triptyque — publié aux éditions Ricordi — comprenant Stampe della vecchia Roma (Estampes de la vieille Rome, 1937), Roma cristiana (Rome chrétienne, avec chœurs, 1940) et Stornelli della Roma bassa (Couplets de la basse Rome, 1946) ;
- 1947 (création à Rome) : Racconto d'inverno (Conte d'hiver), musique de ballet.

#### Oratorios
- 1948 : Santa Caterina da Siena (Sainte Catherine de Sienne)

#### Opéras
- 1935 : Alcassino a Nicoletta
- 1956 : La Guerra (La Guerre) - création à Naples
- 1958 : La Piovra (La Pieuvre) et Il Vortice (Le Tourbillon) - tous deux créés à Naples
- 1961 : Uno sguardo dal ponte (Vu du pont), d'après la pièce A View from the Bridge d'Arthur Miller) - création à Rome
- 1963 : Il Linguaggio dei fiori (Le Langage des fleurs) - création à Milan
- 1968 : L'Avventuriere (L'Aventurier) - création à Monte-Carlo
- 1970 : L'Annonce faite à Marie (titre original), d'après la pièce éponyme de Paul Claudel) - création à Paris
- 1973 : La Reine morte (titre original), d'après la pièce éponyme de Henry de Montherlant) - création à Monte-Carlo

### Cinéma
On lui doit les musiques de 92 films, majoritairement italiens (quelques-uns allemands ou français, généralement des coproductions) entre 1936 et 1979, dont nombre réalisés par son frère, Roberto Rossellini.

#### Filmographie partielle
- 1936 : L'Antenato de Guido Brignone
- 1937 : Monsieur Max (Il signor Max) de Mario Camerini
- 1938 : Tarakanowa (La principessa Tarakanova) de Fedor Ozep et Mario Soldati
- 1938 : Sous la Croix du Sud (Sotto la croce del sud) de Guido Brignone
- 1939 : Les Robinsons de la mer (Piccoli naufraghi) de Flavio Calzavara
- 1940 : Roses écarlates (Rose scarlatte) de Giuseppe Amato et Vittorio De Sica
- 1941 : Mademoiselle Vendredi (Teresa Venerdi) de Vittorio De Sica
- 1942 : Un garibaldien au couvent (Un garibaldino al convento) de Vittorio De Sica
- 1942 : Un pilote revient (Un pilota ritorna) de Roberto Rossellini
- 1942 : Les Deux Orphelines (Le due orfanelle) de Carmine Gallone
- 1942 : Le Navire blanc (La nave bianca) de Roberto Rossellini
- 1942 : Nous, les vivants (Noi vivi) de Goffredo Alessandrini
- 1943 : L'Homme à la croix (L'uomo dalla croce) de Roberto Rossellini
- 1943 : Le Voyage de monsieur Perrichon (Il viaggio del signor Perrichon) de Paolo Moffa
- 1944 : Les enfants nous regardent (I bambini ci guardano) de Vittorio De Sica
- 1945 : Rome, ville ouverte (Roma, città aperta) de Roberto Rossellini
- 1946 : La Proie du désir (Desiderio) de Marcello Pagliero et Roberto Rossellini
- 1946 : Païsa de Roberto Rossellini
- 1946 : Eugénie Grandet (Eugenia Grandet), de Mario Soldati, d'après Honoré de Balzac
- 1948 : La Chartreuse de Parme de Christian-Jaque
- 1948 : L'amore de Roberto Rossellini
- 1948 : Rocambole de Jacques de Baroncelli (1re époque)
- 1948  : La Revanche de Baccarat de Jacques de Baroncelli (2e époque)
- 1948 : Cocaïne (Une lettera all'Alba) de Giorgio Bianchi
- 1948 : Au-delà des grilles (Le mura di Malapaga) de René Clément
- 1948 : Allemagne année zéro (Germania anno zero) de Roberto Rossellini
- 1948 : Le Dessous des cartes (Manù il contrabbandiere) de Lucio De Caro
- 1950 : Les Onze Fioretti de François d'Assise (Francesco, giullare di Dio) de Roberto Rossellini
- 1950 : Stromboli de Roberto Rossellini
- 1951 : La Vengeance de l'Aigle noir (La Vendetta di Aquila Nera) de Riccardo Freda
- 1951 : Terre de violence (Amore e sangue) de Marino Girolami
- 1951 : Schatten über Neapel de Hans Wolff
- 1951 : Messaline (Messalina) de Carmine Gallone
- 1952 : Europe 51 (Europa'51) de Roberto Rossellini
- 1952 : Milady et les Mousquetaires (Il Boia di Lilla) de Vittorio Cottafavi
- 1952 : La Machine à tuer les méchants (La macchina ammazzacattivi) de Roberto Rossellini
- 1952 : Wir tanzen auf dem Regenboden (it) de Carmine Gallone et Arthur Maria Rabenalt
- 1953 : Nous... les coupables (it) (Noi peccatori) de Guido Brignone
- 1953 : Spartacus (Spartaco) de Riccardo Freda
- 1953 : Le Secret de la casbah (Dramma nella Kasbah) d'Edoardo Anton et Ray Enright
- 1953 : Napoletani a Milano, d'Eduardo De Filippo
- 1954 : Voyage en Italie (Viaggio in Italia) de Roberto Rossellini
- 1954 : Théodora, impératrice de Byzance (Teodora, imperatrice di Bisanzio) de Riccardo Freda
- 1954 : Orient-Express (Orient Express) de Carlo Ludovico Bragaglia
- 1954 : Où est la liberté ? (Dov'è la libertà ?) de Roberto Rossellini
- 1954 : Orage (Delirio) de Pierre Billon et Giorgio Capitani
- 1954 : Sémiramis, esclave et reine  (La cortigiana di Babilonia) de Carlo Ludovico Bragaglia
- 1954 : La Peur (La Paura) de Roberto Rossellini
- 1955 : Le Signe de Vénus (Il segno di Venere) de Dino Risi
- 1955 : Adriana Lecouvreur de Guido Salvini
- 1955 : La Belle des belles (La donna più bella del mondo) de Robert Z. Leonard
- 1957 : Scandale à Milan (Difendo il mio amore) de Giulio Macchi
- 1957 : La Blonde enjôleuse (La ragazza del palio) de Luigi Zampa
- 1957 : La Belle et le Corsaire (Il corsaro della mezzaluna) de Giuseppe Maria Scotese
- 1959 : Le Général Della Rovere (Il generale Della Rovere) de Roberto Rossellini
- 1959 : Nous sommes tous coupables (Il Magistrate) de Luigi Zampa
- 1960 : Les Légions de Cléopâtre (Le Legioni di Cleopatra) de Vittorio Cottafavi
- 1960 : Les Évadés de la nuit (Era notte a Roma) de Roberto Rossellini
- 1961 : Les Tartares (I Tartari ou The Tartars) de Ferdinando Baldi et Richard Thorpe
- 1961 : Vanina Vanini de Roberto Rossellini
- 1961 : Viva l'Italia de Roberto Rossellini
- 1965 : La Femme du lac (La donna del lago) de Luigi Bazzoni et Franco Rossellini (+ coscénariste)
- 1979 : Caligula (Caligola) de Tinto Brass, Bob Guccione et Giancarlo Lui (version de 1984 : musique additionnelle)